# Dexter Fletcher
Dexter Fletcher né le 31 janvier 1966 dans le borough londonien d'Enfield, Londres, Angleterre, est un acteur et réalisateur britannique. Il est surtout connu pour avoir tenu l'un des rôles principaux du film Arnaques, Crimes et Botanique et pour ses rôles à la télévision, dans des séries telles que Frères d'armes et Hôtel Babylon.
En décembre 2017, à la suite du renvoi de Bryan Singer, il le remplace en tant que réalisateur du film biographique sur le groupe Queen, Bohemian Rhapsody. En 2019, il est le réalisateur de Rocketman, le film biographique sur Elton John.

## Biographie
Dexter Fletcher est né le 31 janvier 1966 dans le borough londonien d'Enfield, Londres, Angleterre.
Il étudie l'art dramatique à la Anna Scher Theatre School.

## Carrière
Il fait ses débuts au cinéma à dix ans en jouant dans la comédie musicale Du rififi chez les mômes (1976) et apparaît en tant qu'acteur adolescent dans les films Du sang sur la Tamise (1980), Elephant Man (1980), Le Bounty (1984) et Revolution (1985), où il interprète le fils du personnage principal joué par Al Pacino.
En 1989, il obtient l'un des rôles principaux, celui d'un adolescent rebelle, dans la série télévisée Press Gang qui obtient un grand succès au Royaume-Uni et dure jusqu'en 1993. Il tient aussi le principal rôle masculin du film Le Dossier Rachel (1989). Mais sa carrière ralentit fortement au milieu des années 1990. Il a des problèmes avec l'alcool et la drogue et il est même obligé de dormir pendant quelque temps dans sa voiture après s'être déclaré en faillite personnelle. Il refait surface en 1997 et son rôle dans Arnaques, Crimes et Botanique (1998), comédie de gangsters à succès de Guy Ritchie, le relance définitivement.
Au cours des années 2000, il joue des rôles secondaires dans des films tels que Abîmes (2002), Layer Cake (2004), Doom (2005) et Stardust, le mystère de l'étoile (2007), où il donne la réplique à Robert De Niro, mais c'est surtout pour ses rôles récurrents dans les séries Frères d'armes et Hôtel Babylon qu'il se fait remarquer. En 2007, il interprète le comte Friedrich de Bavière dans la série télévisée Robin des Bois.
Il interprète le père d'un des personnages principaux de la série Misfits et apparaît dans le film Kick-Ass en 2010. En 2011, il passe de l'autre côté de la caméra pour réaliser son premier film, Wild Bill, qui est très bien accueilli par la critique. Il réédite cette expérience en 2013 en réalisant la comédie musicale Sunshine on Leith qui s'appuie sur une bande originale des Proclaimers.
En 2013, il est choisi pour réaliser le film biographique sur Freddie Mercury et Queen mais quitte le projet quelques mois plus tard en raison de différends d'ordre créatif avec les producteurs. Remplacé par Bryan Singer, Fletcher reprend la réalisation du film quand Singer est renvoyé du tournage de Bohemian Rhapsody, en décembre 2017. Le film sort pour 2018. En raison des règles de la Directors Guild of America, il n'est cependant pas crédité comme coréalisateur du film, qui remporte le Golden Globe du meilleur film dramatique.
Il retrouve ensuite Taron Egerton pour un nouveau film biographique sur un autre chanteur britannique : Rocketman, retraçant la vie d'Elton John, sorti en 2019.
Annoncé en 2019 pour succéder à Guy Ritchie pour la réalisation du 3e film Sherlock Holmes avec Robert Downey Jr., il réalise cependant deux épisodes de la série télévisée The Offer (2022) puis le long métrage Ghosted (2023).
En février 2020, il est pressenti pour réaliser un film du personnage du Saint Simon Templar, dans un premier temps avec Chris Pratt dans le rôle, puis Chris Pine. En raison de la pandémie du Covid 19, le projet n'a pas abouti.

## Vie privée
Il a été en couple avec les actrices Julia Sawalha (qu'il a rencontrée sur le tournage de la série Press Gang) et Liza Walker.
En 1997, il épouse Dalia Ibelhauptaitė, une metteur en scène de pièces de théâtre et d'opéras, à Westminster, à Londres. Son témoin de mariage est Alan Rickman, grâce à qui il est sorti d'une mauvaise passe et a rencontré sa femme.
Ses deux frères, Steve Fletcher et Graham Fletcher Cook, sont également acteurs.

## Filmographie

### Cinéma

#### Longs métrages
- 1976 : Du rififi chez les mômes (Bugsy Malone) d'Alan Parker : Baby Face
- 1980 : Elephant Man (The Elephant Man) de David Lynch : Le jeune employé de Bytes
- 1980 : Racket (The Long Good Friday) de John Mackenzie : Un adolescent
- 1981 : 4D Special Agents d'Harold Orton : Steve Fraser
- 1984 : Le Bounty (The Bounty) de Roger Donaldson : Thomas Ellison
- 1985 : Revolution d'Hugh Hudson : Ned Dobb
- 1986 : Caravaggio de Derek Jarman : Le Caravage jeune
- 1986 : Gothic de Ken Russell : Rushton
- 1987 : Cœur de lion (Lionheart) de Franklin J. Schaffner : Michael
- 1988 : The Raggedy Rawney (en) de Bob Hoskins : Tom
- 1989 : Le Dossier Rachel (The Rachel Papers) de Damian Harris : Charles Highway
- 1989 : L'Île aux baleines (When the Whales Came) de Clive Rees : Big Tim
- 1989 : Le Rêve du singe fou (El sueño del mono loco) de Fernando Trueba : Malcolm Greene
- 1991 : De plein fouet (All Out) de Thomas Koerfer : Angelo
- 1996 : Jude de Michael Winterbottom : Le prêtre
- 1997 : L'Homme qui en savait trop... peu (The Man Who Knew Too Little) de Jon Amiel : Otto
- 1998 : Arnaques, Crimes et Botanique (Lock, Stock and Two Smoking Barrels) de Guy Ritchie : Soap
- 1998 : Time Enough de Foster Marks : Scott
- 1999 : Topsy-Turvy de Mike Leigh : Louis
- 2000 : Pandemonium de Julien Temple : Humphry Davy
- 2002 : Abîmes (Below) de David Twohy : Kingsley
- 2003 : Stander de Bronwen Hughes : Lee McCall
- 2004 : Layer Cake de Matthew Vaughn : Cody
- 2005 : Doom d'Andrzej Bartkowiak : Pinky
- 2006 : Tristan et Yseult (Tristan & Isolde) de Kevin Reynolds : Orick
- 2007 : Stardust, le mystère de l'étoile (Stardust) de Matthew Vaughn : Le second du Capitaine Shakespeare
- 2008 : In Your Dreams de Gary Sinyor : Albert
- 2009 : Autumn de Steven Rumbelow : Michael
- 2009 : That Deadwood Feeling de Simon Ubsdell : Mike
- 2010 : Kick-Ass de Matthew Vaughn : Cody
- 2010 : Dead Cert de Tony Richardson : Eddie Christian
- 2010 : Baseline de Brendon O'Loughlin : Joe
- 2010 : Amaya de Maris Martinsons : Le français
- 2011 : Les Trois Mousquetaires  (The Three Musketeers) de Paul W. S. Anderson : Le père de D'Artagnan
- 2011 : Wild Bill de lui-même : Barry
- 2011 : Jack Falls (en) de Paul Tanter et Alexander Williams : Inspecteur Edwards
- 2011 : Everywhere and Nowhere de Menhaj Huda : Un policier
- 2012 : St George's Day de Frank Harper : Levi
- 2012 : Cockneys vs Zombies de Matthias Hoene : Père MacGuire
- 2013 : Fedz de Q : Hunter
- 2015 : Age of Kill (en) de Neil Jones : Major Jackman
- 2015 : The Coven de John Mackie : Mr Sheers
- 2016 : Smoking Guns de Savvas D. Michael : Paul McVeigh
- 2017 : Le Dîner des vampires (Eat Locals) de Jason Flemyng : Mr Thatcher
- 2017 : Double Date de Benjamin Barfoot : Ken
- 2018 : Terminal de Vaughn Stein : Vince
- 2018 : Sherlock Gnomes de John Stevenson : Gargouille Reggie (voix)
- 2023 : Ghosted de lui-même : Raoul
- 2023 : La Probabilité statistique de l'amour au premier regard (Love at First Sight) de Vanessa Caswill : Val Jones

#### Courts métrages
- 1985 : Wings of Death de Nicholas Bruce et Michael Coulson : Alex
- 1993 : Prince Cinders de Derek W. Hayes : Prince Cinders (voix)
- 1996 : Dead London de Thomas Napper : Nick
- 1996 : Pseudo Realities de Jonathan Weissler : Le marcheur
- 1997 : 'If You Loved Me... de David Betteridge et Shirley Lixenberg : Lui
- 1999 : Let the Good Times Roll de Dalia Ibelhauptaitė : Andrew
- 2004 : The Secret of Year Six de François Gandolfi : Mike
- 2008 : One Careful Owner de Sean Van Hales : Derek
- 2010 : The Lost Explorer de Tim Walker : Frank Cleghorn
- 2011 : Welcome to Hoxford: The Fan Film de Julien Mokrani : Justin Morton
- 2017 : The Agency de Paul Andrew Robinson : Jon Baines

### Télévision

#### Séries télévisées
- 1976 : Chimpmates : Joey Graham
- 1979 : Grandad : Un garçon
- 1980 : Jukes of Piccadilly : Ben
- 1986 : Dramarama : Darryl
- 1988 : The Comic Strip Presents... : Lennox
- 1988 : Sunday Premiere : Jimmy
- 1989 : Boon : Eddie Cotton
- 1989 / 1992 : The Bill : Tony Gillespie / Shaun Leary
- 1989 - 1993 : Press Gang : Spike Thomson
- 1990 : He-Play : Le fils
- 1991 : Murder Most Horrid : Colin
- 1992 : 24 Heures pour survivre (Screenplay) : John Keats
- 1992 : Soldier Soldier : Un motard
- 1997 : Le Club des cinq (The Famous Five) : Lou
- 1997 : Solomon : Rehoboam
- 2001 : Frères d'armes (Band of Brothers) : Sergent John Martin
- 2005 - 2006 : The Virgin Queen : Thomas Radclyffe, 3e comte de Sussex
- 2006 - 2009 : Hôtel Babylon : Tony Casemore
- 2007 : Robin des Bois (Robin Hood) : Comte Friedrich de Bavière
- 2008 : Flics toujours (New Tricks) : Tommy Jackson
- 2008 : Bonekickers : Michael Gift
- 2009 - 2010 : Misfits : Mike Young, le père de Nathan
- 2013 : Meurtres au paradis (Death in Paradise) : Grant
- 2014 : Mount Pleasant : Gus
- 2014 : Rev. : Mike Tobin
- 2015 : The Interceptor : Scooter
- 2020 : I Hate Suzie : Benjamin Detroit

#### Téléfilms
- 1978 : Les Misérables de Glenn Jordan : Gavroche
- 2003 : Le Deal (The Deal) de Stephen Frears : Charlie Whelan
- 2007 : Mansfield Park d'Iain B. MacDonald : Le médecin

### Réalisateur
- 2011 : Wild Bill (également coscénariste)
- 2013 : Sunshine on Leith
- 2016 : Eddie the Eagle
- 2018 : Bohemian Rhapsody (en remplacement de Bryan Singer - non crédité)
- 2019 : Rocketman
- 2022 : The Offer (2 épisodes)
- 2023 : Ghosted

## Distinctions
Cette section récapitule les principales récompenses et nominations obtenues par Dexter Fletcher.

### Récompenses
- 2012 : Writers' Guild of Great Britain Award du meilleur scénario pour un premier film pour Wild Bill

### Nominations
- 2013 : British Academy Film Award du meilleur nouveau scénariste, réalisateur ou producteur britannique pour Wild Bill.
- 2013 : London Film Critics Circle Award du meilleur nouveau réalisateur britannique pour Wild Bill
- 2014 : BAFTA Scotland Award du meilleur réalisateur pour Sunshine on Leith
- 2020 : Golden globes du meilleur film musical ou comédie pour Rocketman

## Voix francophones
En France comme au Québec, Dexter Fletcher n'a pas de voix attitrée.
En France
- Jackie Berger dans Elephant Man
- Alexis Victor dans Frères d'armes (série télévisée)
- Laurent Morteau dans Abîmes[10]
- Bertrand Liebert dans Layer Cake[10]
- Éric Etcheverry dans Doom
- Roland Timsit dans Hotel Babylon[10] (série télévisée)
- Bernard Gabay dans Robin des Bois (série télévisée)
- Waléry Doumenc dans Le Dîner des vampires
- Philippe Résimont dans Terminal
- Gabriel Le Doze dans I Hate Suzie (en)[10] (série télévisée)
- Philippe Ariotti dans La Probabilité statistique de l'amour au premier regard[10]

Au Québec
- François Sasseville dans Doom
- Paul Sarrasin dans Hôtel Babylon (série télévisée)
- Jean Petitclerc dans Kick-Ass
- Sylvain Hétu dans Terminal